# Lonay
Lonay är en ort och kommun i distriktet Morges i kantonen Vaud, Schweiz. Kommunen har 2 687 invånare (2023).